# Ascocotyle sexidigita
Ascocotyle sexidigita är en plattmaskart. Ascocotyle sexidigita ingår i släktet Ascocotyle och familjen Heterophyidae. Inga underarter finns listade i Catalogue of Life.